# Proteuxoa bicomma
Proteuxoa bicomma là một loài bướm đêm trong họ Noctuidae.